# 桃子樹的最後豐收
《桃子樹的最後豐收》是一部2022年的電影，由加泰隆尼亞導演卡拉·西蒙執導，講述以種植桃子樹維生的三代同堂大家族，生活即將迎來劇烈改變。本片使用非專業的加泰隆尼亞演員為特色。本片於第72屆柏林影展正式競賽單元中作世界首映，並獲頒最高榮譽金熊獎。

## 剧情
影片讲述加泰罗尼亚莱里达省阿尔卡拉斯一处桃园安装太阳能电池板引发的风波。

## 評價
2023年3月，本片在爛蕃茄發表「270部由21世紀女性執導的電影佳作」清單榜上有名。

## 外部連結
- 互联网电影数据库（IMDb）上《桃子樹的最後豐收》的资料（英文）
- 豆瓣电影上《桃子樹的最後豐收》的資料 （简体中文）